# أخدوديات الأسنان
† أخدوديات الأسنان (الاسم العلمي:Glyptodontinae) هي فُصيلة من الحيوانات تتبع فصيلة المدرعات المتدثرة وأشباهها من رتبة الحزاميات.

## أجناس
- † أخدودي الأسنان